# Meteor Man
Pour plus de détails, voir Fiche technique et Distribution.
Meteor Man (The Meteor Man) est un film américain réalisé par Robert Townsend, sorti en 1993.

## Synopsis
Percuté par une météorite, Jefferson Reed se retrouve avec d'étonnants super-pouvoirs qu'il a du mal à gérer : il peut par exemple voler, mais ressent une immense peur du vide... Ses amis et sa famille ont pourtant bien besoin de lui pour lutter contre une lourde menace : les Golden Lords, une bande de voyous qui font régner la terreur dans les rues de la ville.

## Fiche technique
- Titre français : Meteor Man
- Titre original : The Meteor Man
- Réalisation : Robert Townsend
- Scénario : Robert Townsend
- Musique : Cliff Eidelman
- Photographie : John A. Alonzo
- Montage : Adam Bernardi, Richard Candib, Robaire W. Estel, Andrew London & Pam Wise
- Costumes : Ruth E. Carter
- Production : Christopher Homes, Loretha C. Jones, Robert Townsend
- Sociétés de production : Metro-Goldwyn-Mayer & Tinsel Townsend
- Société de distribution : Metro-Goldwyn-Mayer
- Pays de production :  États-Unis
- Langue : Anglais
- Genre : Comédie, Science-fiction
- Durée : 100 min
- Date de sortie : 
  - États-Unis : 6 août 1993

## Distribution
- Robert Townsend (en) (VF : Jacques Martial)  : Jefferson « Meteor Man » Reed
- Eddie Griffin (VF : Pascal Légitimus)  : Michael Anderson
- Roy Fegan (VF : Emmanuel Jacomy)   : Simon
- Marla Gibbs : Maxine Reed
- Robert Guillaume (VF : Robert Liensol)  : Ted Reed
- James Earl Jones (VF : Benoît Allemane) : Earnest Moses
- Don Cheadle : Goldilocks
- Bill Cosby : Marvin
- Bobby McGee : Uzi
- Frank Gorshin (VF : Pierre Baton) : Anthony Byers
- Luther Vandross : Jamison
- Sinbad : Malik
- Nancy Wilson : La principale Laws
- Tom Lister, Jr. : Digit
- Big Daddy Kane : Pirate
- LaWanda Page : L'infirmière âgée
- Lela Rochon : Vanessa
- John Witherspoon : Clarence James Carter III
- Wallace Shawn (VF : Roger Carel)  : M. Little
- Charlayne Woodard : Janice Farrell
- Chris Tucker : le M.C. au centre commercial (apparition non créditée)

## Bande originale du film
1. "Can't Let Her Get Away" - Michael Jackson
2. "It's for You" - Shanice
3. "Don't Waste My Time" - Lisa Taylor
4. "You Turn Me On" - Hi-Five
5. "Who Can"
6. "Your Future Is Our Future" - Daryl Coley & Frank McComb
7. "I Say a Prayer" - Howard Hewett
8. "Is It Just Too Much" - Keith Washington
9. "Somebody Cares for You" - Frank McComb
10. "Good Love" - Elaine Stepter
11. "Ain't Nobody Bad (Like Meteor Man)" - Big Hat Ray Ray

## Produits dérivés
- Marvel Comics a édité une série de 6 comic books, inspirée du personnage et du film, appelé aussi Meteor Man.

## Récompenses et distinctions
- Nommé au Saturn Award du meilleur film de science-fiction 1994